# Storia della nazionale di calcio del Camerun
Questa pagina tratta la storia della nazionale di calcio del Camerun.

## Dal 1920 al 1960
Il calcio fece la propria comparsa in Camerun agli inizi degli anni 1920. Emersero in particolare due figure: Charles Lalanne, commerciante operante a Douala dopo il 1918, e George Goethe, agente i commercio e fotografo sierraleonese arrivato nel paese nel 1922. Nel 1924 quest'ultimo fondò la prima squadra di calcio camerunese, il Club athlétique du Cameroun (CAC).
Nel settembre e nell'ottobre 1950 una selezione di giocatori camerunesi giocò una serie di partite in Francia, tra cui una contro il Nizza (rimediò una sconfitta per 3-2). Alla fine degli anni 1950 fecero il loro debutto nel campionato di calcio francese i primi giocatori camerunesi. Zacharie Noah, arrivato in Francia a 11 anni per compiere gli studi, debuttò a 19 anni, nel 1956, nello Stade Saint-Germain, e fece carriera nell'UA Sedan-Torcy; Samuel Edimo e Frédéric N'Doumbé arrivarono in Francia nel 1957; Gabriel Abossolo giocò nel Bordeaux dal 1959 al 1969.

## Anni 1960
Dopo la fondazione, nel 1959, della Federazione calcistica del Camerun, la nazionale di calcio del Camerun esordì ufficialmente in campo internazionale il 13 aprile 1960, anno dell'indipendenza del paese, contro la Somalia Francese, vincendo per 9-2 e ottenendo, così, la vittoria più larga della propria storia.
Nel 1961 si tenne la prima edizione del campionato camerunese di calcio; nel 1962 la federcalcio nazionale si affiliò alla FIFA e nel 1963 divenne membro della CAF. Malgrado la vittoria, nel 1964, dell'Oryx Douala nella prima edizione della Coppa dei Campioni d'Africa, il movimento calcistico camerunese non esprimeva ancora una delle nazionali più quotate del continente.
Nel 1963 l'ex nazionale francese Dominique Colonna fu nominato commissario tecnico del Camerun. Avrebbe ricoperto l'incarico sino al 1970. Il Camerun prese parte per la prima volta alle qualificazioni alla Coppa d'Africa in vista dell'edizione del 1968. Dopo aver perso per 4-0 contro la Tunisia, pareggiò per 1-1 a Yaoundé contro il Congo-Brazzaville, ma nel ritorno a Brazzaville fu sconfitto (2-1) ed eliminato.

## Anni 1970
Il Camerun ottenne l'accesso alla Coppa d'Africa 1970 dopo aver eliminato nelle qualificazioni Uganda e Zambia. L'eliminazione giunse però già al primo turno, anche se solo per differenza reti, a causa di una sconfitta contro il Sudan.
Nel 1972 la Coppa d'Africa fu disputata per la prima volta in Camerun. Per l'occasione il paese fu dotato di grandi stadi, tra cui lo stadio Ahmadou Ahidjo di Yaoundé e lo stadio della Riunificazione di Douala. Dopo le vittorie contro Togo e Kenya e il pareggio contro il Mali, il cammino dei padroni di casa nella competizione si interruppe in semifinale, a causa della sconfitta per 1-0 con il Congo-Brazzaville. Nella finale di consolazione contro lo Zaire il Camerun vinse per 5-2, risultato che valse il terzo posto finale.
Nell'ottobre 1972, per decreto presidenziale, i calciatori della squadra assunsero l'appellativo di leoni indomabili.
Il Camerun non riuscì a qualificarsi per le edizioni del 1974, 1976, 1978 e 1980 della Coppa d'Africa. Per quanto riguarda il campionato del mondo, invece, fino a Inghilterra 1966 alle squadre africane era riservato solo un posto (o nessun posto) nella fase finale della rassegna, per cui la qualificazione era molto complicata e molte nazionali africane si ritirarono per protesta. Da Messico 1970 alle nazionali africane fu garantito un posto nella fase finale del mondiale, ma il Camerun non riuscì a ottenere la qualificazione prima del decennio successivo.

## Anni 1980
Nel 1982 il Camerun tornò a qualificarsi alla fase finale della Coppa d'Africa dopo otto anni, ma fu eliminato già nella fase a gironi.

### Il primo mondiale del Camerun
Il primo mondiale giocato dal Camerun fu quello di Spagna 1982. Nel girone le avversarie del Camerun di Jean Vincent furono Italia, Polonia e Perù. Con le ultime due arrivano due pareggi per 0-0, poi venne la sfida decisiva per il passaggio del turno contro l'Italia di Bearzot. Graziani portò in vantaggio gli azzurri, poi M'Bida segnò la rete dell'1-1 finale, la prima rete camerunese nella storia dei mondiali. Italia e Camerun erano appaiate in classifica a 3 punti, con differenza reti identica, ma a passare il turno furono gli azzurri, che avevano segnato (e anche subito) una rete in più dei giocatori camerunesi. L'Italia si guadagnò così una soffertissima qualificazione alla fase a eliminazione diretta, che culminò poi nel trionfo finale.
Il Camerun fu quindi eliminato dalla Coppa del mondo senza aver perso una sola partita e questa "invincibilità" legittimò l'appellativo (con cui tuttora la squadra è conosciuta) di leoni indomabili, proprio per aver chiuso il mondiale con un'eliminazione senza essere stati battuti da nessuno, nemmeno dai futuri campioni del mondo. Il Camerun diventò la prima squadra africana a non perdere neppure una gara ai mondiali e per otto anni restò l'unica squadra mai sconfitta nella sua storia nel torneo calcistico più importante.
Tra gli elementi di spicco di questa nazionale camerunese vi erano senz'altro N'Kono, Milla, Abega, Tokoto, Kundé. Alla fine dell'anno N'Kono, grazie alle sue parate nel mondiale spagnolo, vinse per la seconda volta il Pallone d'oro africano, dopo esserselo aggiudicato nel 1979.

### I primi trionfi in Coppa d'Africa (1984-1988)

Roger Milla nel 1990

Nel 1984 arrivò la prima vittoria in Coppa d'Africa per il Camerun. Il torneo cominciò con una sconfitta per 1-0 con l'Egitto, poi arrivarono due vittorie con il Togo per 4-1 (due gol di Abega e reti di Djonkep, Aoudou) e con la Costa d'Avorio per 2-0 (Djonkep, Milla). In semifinale con l'Algeria il risultato rimase sullo 0-0 fino ai tiri di rigore, dove i leoni indomabili vinsero per 5-4, ottenendo per la prima volta l'approdo in finale nella massima rassegna continentale, dove affrontarono la Nigeria. Dopo l'iniziale vantaggio nigeriano con Muda Lawal, i leoni andarono a segno con Ndjeya, Abega e Ebongué, per il 3-1 finale. Il Camerun divenne così campione d'Africa per la prima volta nella storia.
Nel 1986 i campioni uscenti si aggiudicarono il primato in classifica nel proprio girone con due vittorie per 3-2 su Zambia (2 Mfédé, Milla) e Algeria (2 Kana-Biyik, Milla) e un pareggio per 1-1 con il Marocco (Milla). In semifinale batterono per 1-0 la Costa d'Avorio grazie al quarto gol di Milla in quattro match. Arrivarono così alla seconda finale consecutiva, dove si trovarono di fronte l'Egitto. Dopo lo 0-0 dei tempi supplementari si andò ai rigori, che si chiusero con il successo degli egiziani per 5-4. Roger Milla ottenne il titolo di capocannoniere della manifestazione con 4 reti.
Nel 1988 il Camerun, deciso a tornare campione, superò il girone con una vittoria sull'Egitto per 1-0 (rete di Milla) e due pareggi, per 1-1 con la Nigeria (Milla) e per 0-0 con il Kenya. In semifinale, battendo il Marocco per 1-0 con rete di Makanaky, i leoni indomabili si guadagnarono l'accesso alla finale di Coppa d'Africa per la terza volta consecutiva. In una riedizione della finale di quattro anni prima (Camerun-Nigeria), il trionfo arrise nuovamente alla squadra camerunense. Stavolta il punteggio finale fu di 1-0, con rete decisiva di Emmanuel Kundé. Si trattò della seconda vittoria del Camerun nella sua storia e a Milla bastarono due reti per riconfermarsi capocannoniere come due anni prima, ex aequo con altri tre giocatori.

## Anni 1990
Alla Coppa d'Africa 1990 il Camerun, qualificato d'ufficio in quanto campione uscente, fu eliminato nella fase a gironi, dopo due sconfitte e una vittoria sul Kenya per 2-0, con doppietta di Emmanuel Maboang, unico camerunese a segno nella coppa.

### L'exploit al mondiale del 1990
Milano, Giuseppe Meazza, 8 giugno 1990
 Camerun -  Argentina 1-0
Marcatori:  65’ François Omam-Biyik
CAMERUN: N'Kono; Tataw (cap.), Ebwellé, Mbouh, Massing, Ndip,  81’ Makanaky ( 81’ Milla), Kundé, Kana-Biyik, Omam Biyik,  66’ Mfédé ( 66’ Libiih. Commissario Tecnico: Nepomniachi.
ARGENTINA: Pumpido;  46’ Ruggeri ( 46’ Caniggia),  69’ Sensini ( 69’ Calderón), Lorenzo), Fabbri, Simón, Basualdo, Batista, Burruchaga, Maradona, Balbo. Commissario Tecnico: Bilardo.
Arbitro: Vautrot (Francia)
Ammoniti:  10’ Massing,  23’ N'Dip,  27’ Sensini,  54’ M'Bouh
Espulsi: 
 61’ Kana Biyik, 
 89’ Massing
Spettatori: 73.780
Il campionato del mondo di Italia 1990 rese la nazionale del Camerun nota a tutto il mondo, grazie a una combinazione di gioco spettacolare e velocità che fecero guadagnare ai camerunesi le simpatie di molti appassionati di calcio. I leoni ritornarono a giocare la fase finale di un mondiale dopo otto anni, qualificandosi dopo aver battuto la Tunisia nello spareggio per l'accesso alla competizione iridata. Il Camerun fu poi sorteggiato in girone impegnativo, con Argentina, Romania e Unione Sovietica. La rosa faceva affidamento su quattro reduci del mondiale spagnolo: il bomber trentottenne Milla, tornato in campo proprio per il mondiale dopo il ritiro, il portiere N'Kono, il libero e capitano Kundé e Bell, nominato Portiere africano del secolo dall'Istituto internazionale di storia e statistica del calcio. A questi si affiancano 18 giocatori semi-sconosciuti, ma di grande personalità.
All'esordio i camerunesi si trovarono di fronte l'Argentina campione del mondo di Maradona, in una sfida che sarebbe passata alla storia dei mondiali di calcio. Al Meazza di Milano l'esito dell'incontro pareva scontato, ma N'Kono fu autore di parate straordinarie, impedendo ai sudamericani di segnare. Quando il Camerun sembrò sul punto di capitolare, al 66º minuto François Omam-Biyik saltò altissimo, staccando di testa: la conclusione non fu irresistibile, ma l'estremo difensore argentino Pumpido compì un errore madornale, lasciandosi sfuggire il pallone in rete. Il Camerun, pur ridotto in 9 (espulsi prima Kana-Biyik e nel finale Massing per un fallo su Caniggia lanciato a rete), resistette e colse la più clamorosa delle vittorie, tra l'eccitazione e l'estasi del pubblico. Nel secondo match i leoni indomabili centrarono un'altra grande vittoria (2-1) contro la Romania di Hagi, con gioco convincente e doppietta di Roger Milla, che inventò la famosa danza alla bandierina per festeggiare i gol. A 38 anni egli divenne il giocatore più anziano ad aver mai segnato in un mondiale. Nell'ultima partita del girone il Camerun, già qualificato, perse malamente per 4-0 con l'Unione Sovietica, ma chiuse il girone al primo posto con 4 punti, seguito da Romania a 3 (seconda per differenza reti), Argentina a 3, URSS a 2. Malgrado la disfatta nell'ultima gara della fase a gironi, il Camerun era considerato la rivelazione del mondiale e a attirava ormai le simpatie di numerosi tifosi. 

Il gol di Omam-Biyik che decise in favore del Camerun la sfida con l' al.

Agli ottavi, al San Paolo di Napoli, il Camerun se la vide con la Colombia e gli africani compirono un'altra impresa. Dopo lo 0-0 dei 90 minuti, si andò ai supplementari, dove il punteggio rimase invariato fino al 105° di gioco. Qui il mattatore fu Milla: con due reti in quattro minuti, la prima dopo un'azione corale conclusa con due dribbling della punta e il tiro-gol e la seconda, astuta, soffiando il pallone in velocità al portiere colombiano Higuita che voleva dribblarlo, la vittoria andò ai leoni indomabili. Alla Colombia non bastò, infatti, la rete di Redín. Con una doppia danza vicino alla bandierina e il San Paolo in delirio, il Camerun si qualificò ai quarti di finale della Coppa del mondo: una nazionale africana non aveva mai fatto tanta strada nel tabellone di un mondiale.
Ai quarti il Camerun fu di scena ancora al San Paolo, contro l'Inghilterra. Il bel gioco degli africani sembrò un vantaggio rispetto all'esperienza degli inglesi, che però segnarono con Platt. Nel secondo tempo entrò in campo Milla, lasciato inizialmente in panchina. Dapprima si procurò un rigore (fallo di Gaiscogne) trasformato da Emmanuel Kundé al 63° di gioco per il pareggio, poi, cinque minuti dopo, servì l'assist per il gol del vantaggio di Ekéké. I leoni indomabili sembravano già in semifinale, ma si chiusero in difesa e a sette minuti dal fischio finale Massing stese in area Lineker, che trasformò dal dischetto il proprio tiro per il pareggio (2-2). Si andò, dunque, ai supplementari, durante i quali, al 105º minuto, N'Kono commise fallo su Lineker, ancora in area, per un altro calcio di rigore. Per l'inglese fu doppietta e il 3-2 non mutò più fino al 120º minuto: il Camerun fu eliminato. L'estromissione contro gli inglesi non cancellò, in ogni caso, l'ottima prova resa dai camerunesi e fu comunque salutata dagli applausi del pubblico italiano. 
Il rientro in patria fu memorabile. A Yaoundé, il 5 luglio, ci fu un'accoglienza trionfale della popolazione della capitale per i giocatori, visti come dei vincitori: un corteo di quattro jeep con a bordo i calciatori sfilò per le vie della capitale tra l'eccitazione di tutti i camerunesi. Vero simbolo e trascinatore dei leoni indomabili fu il bomber Roger Milla, che giocò tutte e 5 le partite, ma mai partendo da titolare. In ogni partita subentrò, infatti, dalla panchina, una volta nel corso del primo tempo, contro l'URSS. Grazie alle prestazioni al mondiale, nel 1990 il veterano Milla vinse per la seconda volta il Pallone d'oro africano, dopo quello vinto del 1976.

### Coppa d'Africa (1992-1994)
Nel 1992 la coppa si disputò in Senegal: il Camerun vi si presentò come la squadra ammirata al mondiale italiano e vinse il proprio girone con un successo sul Marocco per 1-0 (Kana-Biyik) e un pareggio per 1-1 con lo Zaire (Omam Biyik). Ai quarti di finale batté il Senegal per 1-0 grazie alla rete allo scadere di Ebongué, ma in semifinale, contro la Costa d'Avorio, il risultato rimase inchiodato sullo 0-0 fino ai rigori, dove gli ivoriani prevalsero per 3-1. Nella "finalina" il Camerun fu battuto dalla Nigeria per 2-1 (rete camerunese di Maboang), finendo quarto. 
Nel 1994 il Camerun non si qualificò alla fase finale della Coppa d'Africa. La squadra era, infatti, alle prese con un difficile ricambio generazionale.

### Il mondiale del 1994
Al mondiale di Stati Uniti 1994 il Camerun fu inserito in un girone molto duro con Brasile, Russia e Svezia. Nel primo match con la Svezia pareggiò per 2-2 con Embé e Oman-Biyik, poi fu sconfitto per 3-0 dai futuri campioni brasiliani e infine subì una disfatta, perdendo per 6-1 contro la Russia. I leoni non si confermarono quindi ai livelli di quattro anni prima e furono eliminati al primo turno, chiudendo con un punto e la peggiore difesa del torneo (11 reti subite). Nella sfida con i russi, Roger Milla segnò la rete della bandiera, divenendo, all'età di 42 anni e 133 giorni, il giocatore più anziano ad aver segnato in una partita della fase finale dei mondiali (primato tuttora imbattuto) e il giocatore più anziano ad essere sceso in campo nella fase finale dei mondiali (primato battuto prima da Faryd Mondragón a Brasile 2014 e poi da Essam El-Hadary a Russia 2018).

### Coppa d'Africa (1996-1998)
Nel 1996 la Coppa d'Africa si disputò in Sudafrica. Il match inaugurale dei camerunesi fu proprio con il Sudafrica, che vinse per 3-0. I leoni vinsero poi per contro l'Egitto (reti di Oman-Biyik e Tchami) e pareggiarono per 3-3 con l'Angola (Oman-Biyik, Mouyémé, autorete di Vicente), venendo eliminati con 4 punti in classifica.
Nella Coppa d'Africa 1998 disputatasi in Burkina Faso il Camerun cercò di tornare ad alti livelli e, trascinato da Tchami, vinse il proprio girone grazie ai successi con Burkina Faso 1-0 (Tchami) e Algeria 2-1 (Job, Tchami) e al pareggio per 2-2 con la Guinea (Wome, Tchami). Ai quarti arrivò la sconfitta per 1-0 con la RD del Congo.

### Il mondiale del 1998
Presentatasi al campionato mondiale del 1998 con il rosa l'elemento più giovane del torneo, il diciassettenne Samuel Eto'o, la nazionale camerunese esordì pareggiando con l'Austria: al vantaggio di Njanka rispose, al novantesimo minuto, Polster. Battuti per 3-0 dall'Italia, i leoni chiusero la propria avventura con un nuovo pari: l'1-1 contro il Cile costò l'eliminazione, facendo qualificare i sudamericani.

## Anni 2000

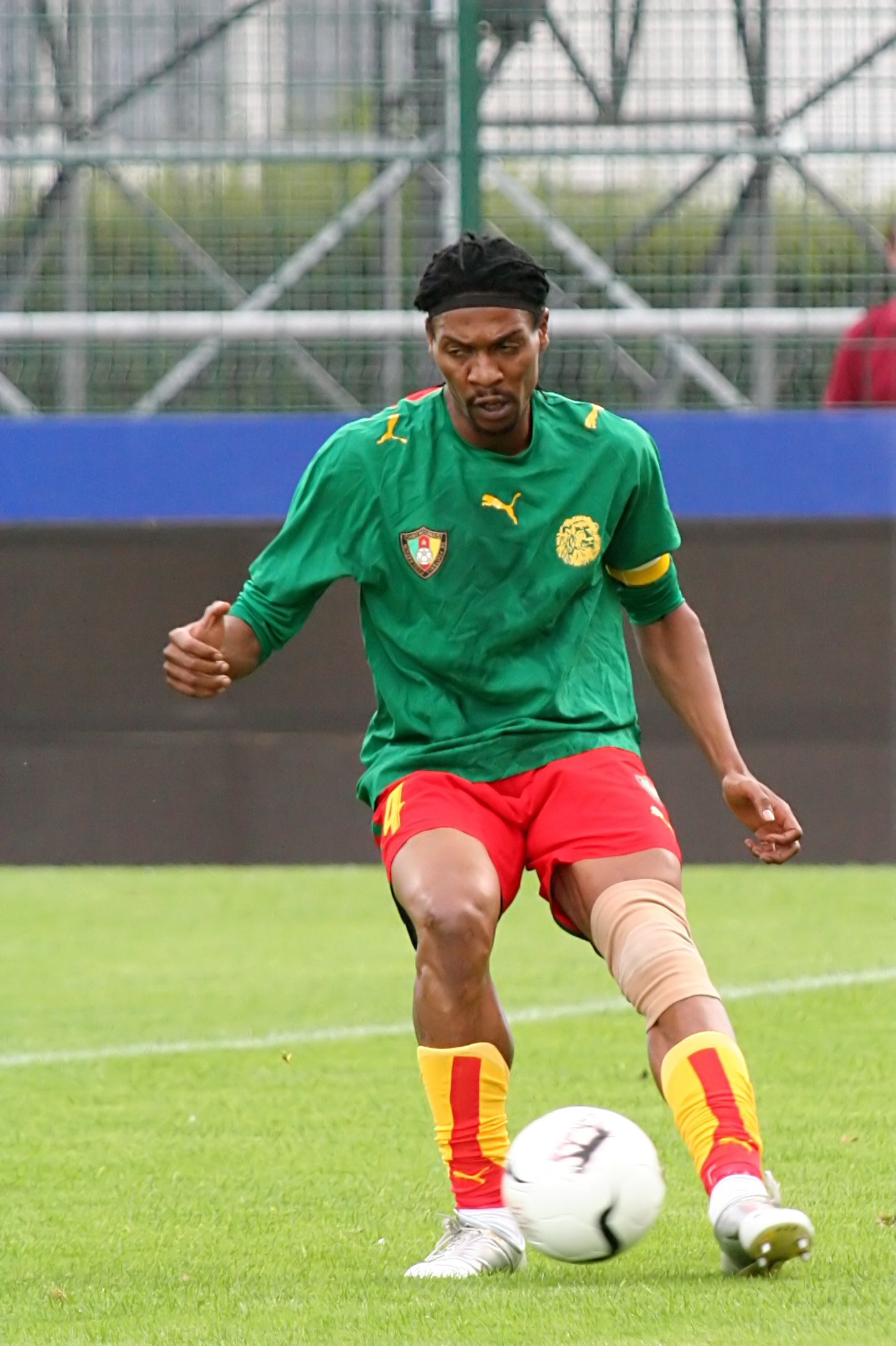
Rigobert Song, primatista di presenze con la maglia del Camerun, impegnato in un'amichevole contro la a Rouen nell'agosto 2006.

### La vittoria della Coppa d'Africa 2000
La Coppa d'Africa 2000 fu disputata in Ghana e Nigeria. Il Camerun esordì pareggiando per 1-1 con il Ghana (Foé), poi vinse per 3-0 contro la Costa d'Avorio con reti del roccioso difensore Kalla e della coppia d'attacco formata dal trentenne Mboma e dal diciottenne Eto'o; al terzo turno i leoni furono sconfitti dal Togo per 1-0. Il Camerun, primo in classifica per differenza reti, approdò ai quarti di finale, dove vinse contro l'Algeria per 3-0 con rete di Eto'o e doppietta del faro del centrocampo Marc-Vivien Foé, già a segno col Ghana; in semifinale un'altra vittoria con la Tunisia (terzo 3-0 del torneo), firmata da una doppietta di Mboma e da Eto'o, spalancò ai camerunesi le porte della finale, in programma a Lagos con la Nigeria padrona di casa. I leoni si portarono in vantaggio di due gol grazie alle reti della coppia d'attacco Eto'o–Mboma, ma le superaquile riuscirono a pareggiare (2-2); l'equilibrio non si spezzò neanche ai tempi supplementari, così si ando ai rigori, dove a trionfare fu il Camerun, vincendo per 4-3 e divenendo così campione d'Africa per la terza volta nella storia. Il rigore decisivo fu calciato dal difensore Song, mentre Mboma e il giovane Eto'o, autori di 4 reti a testa nel torneo, furono vice-capocannonieri della manifestazione, dietro al sudafricano Bartlett, autore di 5 gol.

### Confederations Cup 2001
Nel 2001 la guida del Camerun fu affidata al tedesco Winfried Schäfer, sotto la cui gestione il Camerun partecipò alla Confederations Cup 2001 in qualità di campione d'Africa. La squadra fu eliminata già al termine della fase a gironi, avendo rimediato due sconfitte per 2-0 (contro Brasile e Giappone) e una vittoria contro il Canada (2-0, con reti di Tchoutang e Mboma).

### La vittoria alla Coppa d'Africa 2002
Il Camerun, campione continentale uscente, si presentò alla Coppa d'Africa 2002 in Mali scendendo in campo con delle originali canottiere al posto delle magliette. All'esordio Mboma firmò l'1-0 sulla RD del Congo, poi la squadra batté la Costa d'Avorio con un altro gol di Mboma e nel terzo incontro il Togo per 3-0 (Mettomo, Eto'o, Olembé), vincendo così il proprio girone a punteggio pieno e senza subire gol. Ai quarti di finale il solito Mboma decise la sfida con l'Egitto (1-0), mentre in semifinale, contro il Mali padrone di casa, i camerunesi si imposero per 3-0 con doppietta di Olembé e rete di Foé. La finale oppose il Camerun al Senegal, che di lì a qualche mese sarebbe stata la rivelazione del campionato del mondo 2002. Dopo 120 minuti il risultato fu di 0-0. Per la seconda finale consecutiva il Camerun si giocò, quindi, il trofeo ai tiri di rigore, che arrisero ancora una volta ai leoni indomabili (3-2). La squadra allenata da Schäfer portò a casa la Coppa d'Africa per la quarta volta nella storia del Camerun, grazie ad una solida difesa (nessun gol subito in 6 partite) e un prolifico attacco (9 i gol fatti, con Mboma e Olembe autori di 3 reti ciascuno).

### Mondiale 2002
Prima del mondiale nippo-coreano la FIFA mise fuori gioco le canottiere del Camerun, stabilendo che la maglietta fosse obbligatoria. La federcalcio camerunese, però, ricorse ad un escamotage che rispettava le regole: le maniche delle magliette furono interamente nere, per far apparire la maglia come una canottiera.
Il Camerun arrivò al mondiale 2002 come la migliore selezione africana, forte dei trionfi recenti (Coppe d'Africa 2000 e 2002) e considerata da molti la possibile outsider del torneo, tanto da essere quotata dagli allibratori come una possibile favorita per i primi quattro posti. Il campo, però, disse tutt'altro: ai camerunesi il mondiale lasciò l'amaro in bocca, dato che i leoni non riuscirono ad esprimere il loro calcio veloce e furono eliminati già al primo turno. Al pareggiò contro l'Irlanda (1-1), con rete di Mboma dopo la splendida azione di Eto'o, seguì prima la vittoria con l'Arabia Saudita (1-0 con gol di Eto'o) e infine la sconfitta con la Germania (2-0), fatale per il Camerun, che con 4 punti in classifica, uno in meno dell'Irlanda e 3 in meno della Germania, non riuscì a qualificarsi agli ottavi di finale.

### Il secondo posto alla Confederations Cup 2003

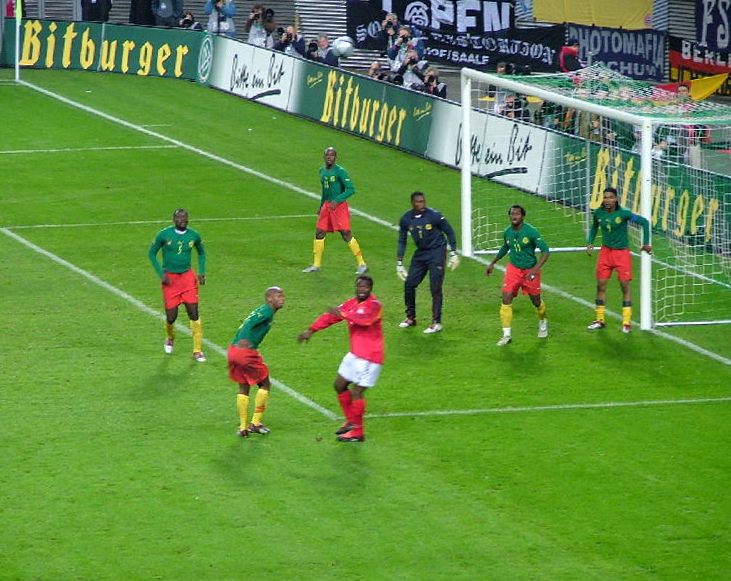
Un match dei leoni contro la del 2003

Nel 2003 Camerun di Schäfer partecipò alla Confederations Cup per la seconda volta consecutiva, in qualità di nazionale campione d'Africa in carica.
Dopo la delusione del mondiale, in Francia la squadra tornò a brillare. Vinse, infatti, il proprio girone senza subire gol, con 7 punti. Di grande prestigio fu il successo con il Brasile campione del mondo per 1-0, con rete pregevole di Eto’o all'83º minuto. I camerunesi ottennero poi un'altra vittoria con la Turchia, grazie a un gol al 91º minuto di Geremi, e un pareggio per 0-0 con gli Stati Uniti, vincendo così il girone. In semifinale, contro la Colombia, gli africani vinsero ancora per 1-0 con rete di Ndiefi, ma durante il match successe un fatto tragico: in campo il numero 17 camerunese Marc-Vivien Foé cadde a terra improvvisamente. Furono inutili i tentativi di farlo respirare, dato che Foé morì per un attacco di cuore. Nella finale i leoni, scossi dall'accaduto, in un clima di commozione generale, persero con la Francia per 1-0, pur tenendo bene il campo, dal momento che la sfida si decise solo con un golden goal di Henry, andato a segno al 98º minuto dei supplementari. Si trattò di una finale segnata da tante lacrime e manifestazioni in onore di Foé, come quella messa in scena al gol decisivo di Henry da tutti i giocatori francesi, che si misero in cerchio salutando con le dita al cielo lo sfortunato collega. Il raggiungimento della finale fu comunque un ottimo risultato per la nazionale camerunese e rimane la migliore prestazione di una squadra africana nella Confederations Cup.

### Coppa d'Africa 2004
Qualificatosi alla Coppa d'Africa 2004, in Tunisia il Camerun cominciò bene, vincendo il proprio girone con 5 punti, frutto di due pareggi (1-1 all'esordio contro l'Algeria con rete di Mboma e 0-0 nella terza partita contro l'Egitto) e di una vittoria per 5-3 contro lo Zimbabwe (tripletta di Mboma e doppietta di Mbami). Ai quarti di finale la grande sfida con la Nigeria arrise ai nigeriani: il Camerun passò in vantaggio con Eto'o, ma fu raggiunto e superato da Okocha e Utaka. Le superaquile vinsero per 2-1 ed eliminarono i leoni indomabili. Il camerunese Mboma fu capocannoniere del torneo con 4 reti insieme a Kanouté, Okocha e Santos.
Si ricorda la divisa usata dal Camerun in quel torneo, un body: maglietta e pantaloncini erano attaccati. Dopo le 3 partite del girone, la FIFA bandì la divisa camerunese, minacciando che, se i leoni la avessero indossata ancora, avrebbe preso provvedimenti seri. Ai quarti di finale i camerunesi, ignari del richiamo, scesero ancora in campo con le loro originali divise, fatto che sarebbe costato al Camerun 6 punti di penalizzazione nelle qualificazioni al campionato mondiale di calcio 2006. Ciononostante, dopo i ricorsi camerunesi e il sostegno di tutto il continente nero, la penalizzazione sarebbe stata poi revocata, mentre la multa sarebbe rimasta.
Nel novembre 2004, dopo una serie di risultati deludenti, Schäfer fu esonerato e sostituito, il 10 gennaio 2005, dal portoghese Artur Jorge.

### Il mancato accesso al mondiale 2006

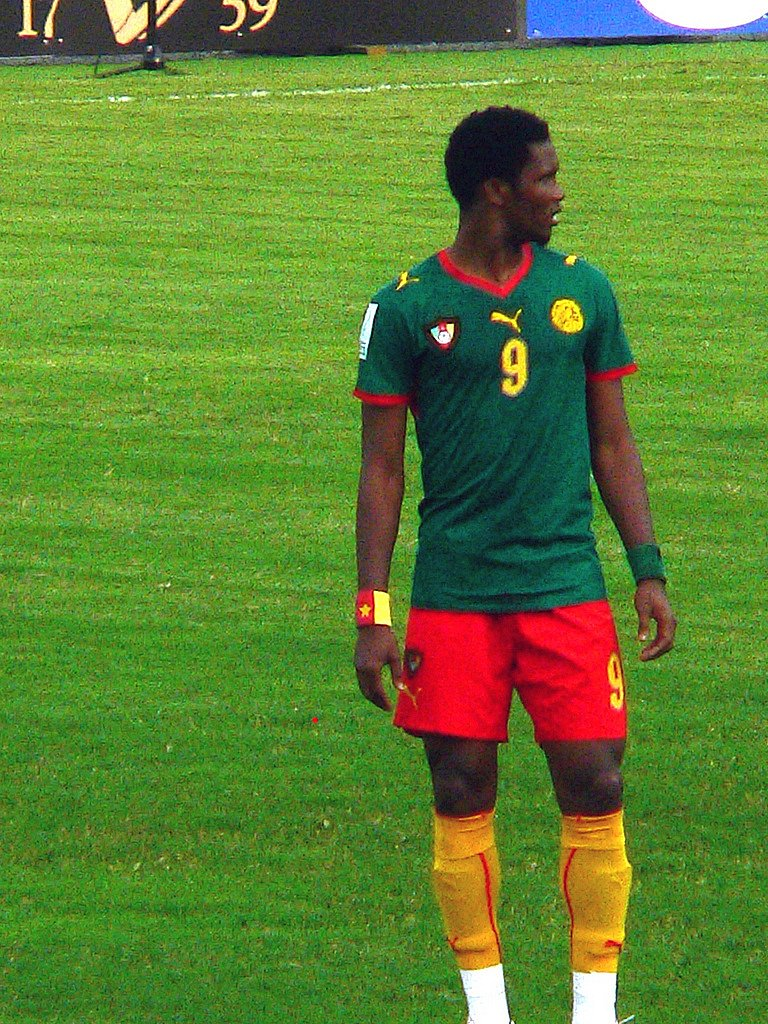
Il primatista di gol Samuel Eto'o

I leoni indomabili cercarono di raggiungere per la quinta volta consecutiva la fase finale del mondiale in occasione di Germania 2006, cercando la sesta qualificazione in totale dopo quelle del 1982, 1990, 1994, 1998 e 2002. Per qualificarsi bisognava superare un duro girone, con Egitto, Costa d'Avorio, Sudan, Benin e Libia.
Il Camerun, grande favorito del girone, iniziò le qualificazioni con una penalizzazione di 6 punti per la vicenda del body, punti che poi sarebbero stati restituiti, ma fu un cammino di alti e bassi per i leoni. Si arrivò alla penultima giornata con il Camerun - a quota 17 punti in classifica - impegnato contro la Costa d'Avorio, capolista a 19 punti, ad Abidjan. I camerunesi, costretti alla vittoria per nutrire ancora qualche speranza di andare in Germania, si imposero per 3-2 con una tripletta di Pierre Webó, tornando in testa al girone. All'ultima giornata, l'8 ottobre 2005 a Yaoundé contro l'Egitto, accadde l'imponderabile. Il match era sul punto di finire sull'1-1 con l'eliminazione dei leoni, ma al 94º minuto l'arbitro assegnò un calcio di rigore al Camerun. Pierre Womé calciò la palla e colpì il palo, spegnendo le possibilità del Camerun di andare al mondiale: con il pareggio la squadra di Jorge fu scavalcata in classifica dalla Costa d'Avorio, vittoriosa in Sudan. Grandi furono le polemiche e le tensioni in Camerun, con distruzioni e un'autentica caccia all'uomo nei confronti di Wome, accusato da Eto'o di avergli "scippato" il pallone da tirare dal dischetto.

### Coppa d'Africa 2006
Malgrado le polemiche, Jorge rimase in carica anche per la fase finale della Coppa d'Africa 2006, che, in programma in Egitto, rappresentò per il Camerun una pronta occasione di riscatto.
I leoni dominarono il proprio girone con 9 punti, frutto di 3 vittorie, con un bilancio di 7 gol fatti e uno solo subito ed Eto'o protagonista assoluto. L'attaccante segnò in 3 partite 5 reti, tra cui la splendida tripletta all'Angola (3-1), che insieme al Togo si era qualificato al mondiale di Germania e che in questa coppa fu, come l'Angola, eliminato nel girone dal Camerun, non qualificatosi per Germania 2006. Nella seconda partita i leoni batterono i togolesi per 2-0 (gol di Eto'o e Meyong Zé) e nella terza partita sconfissero con il medesimo punteggio la RD del Congo (gol di Geremi ed Eto'o). Ai quarti di finale il Camerun fu eliminato dalla Costa d'Avorio dopo i tiri di rigore: dopo lo 0-0 dei 90 minuti e l'1-1 dei 120 minuti (con rete di Meyong Zé per i leoni e Bakari Koné per gli elefanti), Eto'o fallì il rigore alla fine di una serie di 24 tiri dal dischetto e il Camerun fu estromesso dalla coppa. Eto'o fu comunque capocannoniere del torneo con 5 reti.
Il 21 agosto 2006 la panchina della nazionale fu affidata all'olandese Arie Haan. Il CT si dimise il 2 febbraio 2007 a causa di "interferenze della federazione" nel suo lavoro, non prima di aver condotto il Camerun alla qualificazione alla Coppa d'Africa 2008.

### Il secondo posto alla Coppa d'Africa 2008

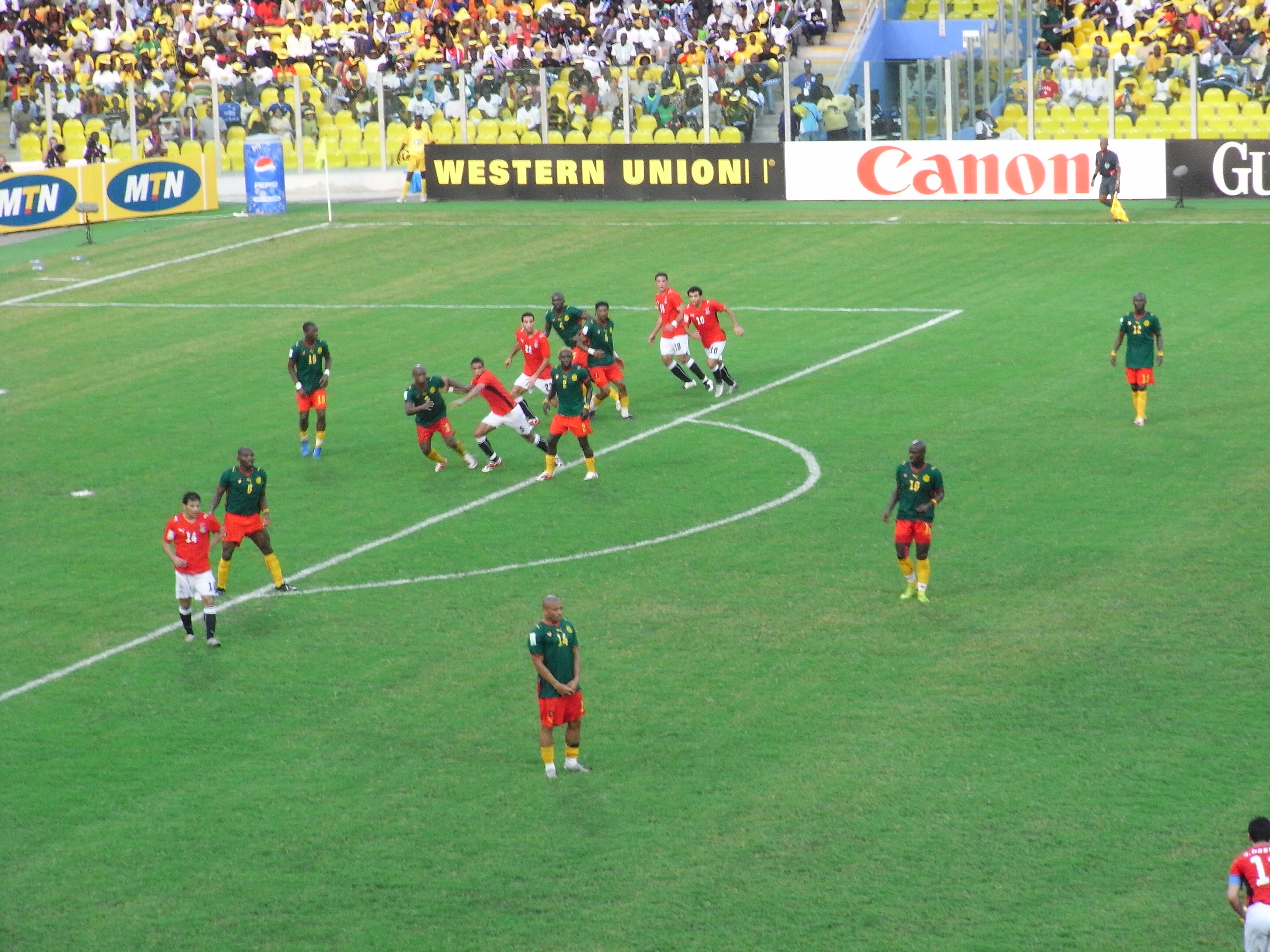
La finale di con l'

Ad Haan successe, dopo la parentesi di Jules Nyongha, il tedesco Otto Pfister, in carica dal 27 ottobre 2007.
Il Camerun cominciò male la Coppa d'Africa 2008 in Ghana perdendo contro l'Egitto campione in carica per 4-2 (doppietta di Eto’o, un gol su calcio di rigore). Nel secondo match con lo Zambia, però, la squadra cambiò completamente (anche come formazione in campo) e si impose per 5-1 (doppietta di Job e gol di Eto'o, Geremi ed Emana). Nell'ultima partita del girone un'altra bella vittoria con il Sudan (3-0 con doppietta di Eto'o e un'autorete) consentì al Camerun di tagliare in scioltezza il traguardo dei quarti di finale.
Ai quarti il Camerun affrontò la Tunisia. I leoni, avanti di due gol con M'Bia e Geremi, furono raggiunti sul 2-2. Al 92º minuto, però, il giovane Mbia segnò un'altra rete, siglando la doppietta e portando i suoi in semifinale. Contro il [[Selezione   di calcio Template:Naz/GHAN|Template:Naz/GHAN]], padrone di casa e favorito d'obbligo, a vincere fu ancora il Camerun: decise la sfida una triangolazione con assist di Eto'o per il gol-partita di Nkong al 71º minuto. In finale il Camerun di Haan trovò di nuovo l'Egitto, che nella fase finale aveva battuto i leoni. La partita fu altra storia rispetto al match della prima fase e si mantenne equilibrata, ma al 77º minuto Aboutreika portò in vantaggio l'Egitto. Il risultato non cambiò più e gli egiziani si confermarono campioni d'Africa, salendo a quota 6 titoli. Il Camerun, pur sconfitto, era comunque tornato a grandi livelli dopo anni ed Eto'o si ripeté come capocannoniere della manifestazione, ancora con 5 reti.

### La difficile qualificazione al mondiale del 2010

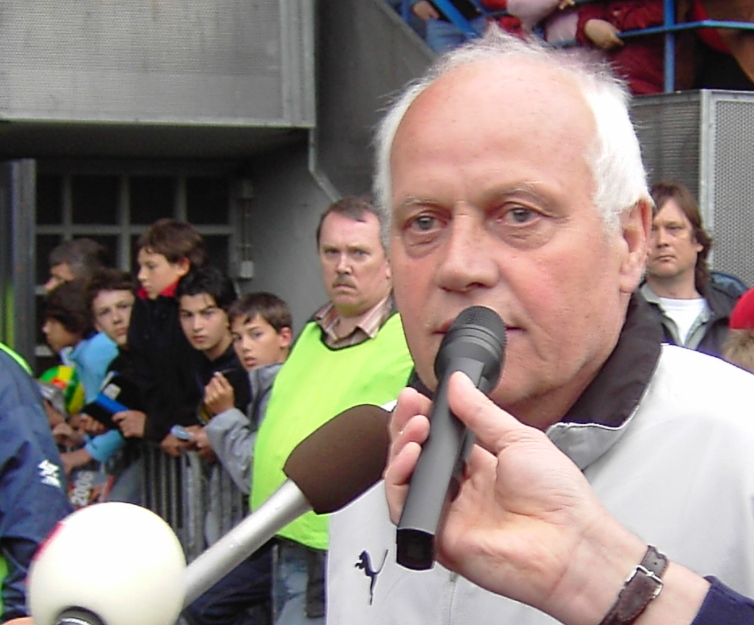
Otto Pfister

Il 2 giugno 2009, dopo le dimissioni presentate il 30 maggio da Otto Pfister (sconfitta per 1-0 contro il Togo nell'unica partita delle qualificazioni per il Sudafrica), la federazione scelse come CT la vecchia gloria Thomas N'Kono. L'ex portiere fu incaricato ad interim e fece in tempo ad allenare i leoni solo nella partita pareggiata per 0-0 con il Marocco.
Il 14 luglio 2009 fu nominato CT il francese Paul Le Guen, per cercare la qualificazione al campionato del mondo 2010 dopo una pessima partenza. Il Camerun, inserito nel gruppo A delle qualificazioni a Sudafrica 2010, si trovava, dopo due giornate, con un solo punto in classifica, ultimo dietro al Gabon, a punteggio pieno a 6 punti, al Togo, a 4, e al Marocco, a 2. 

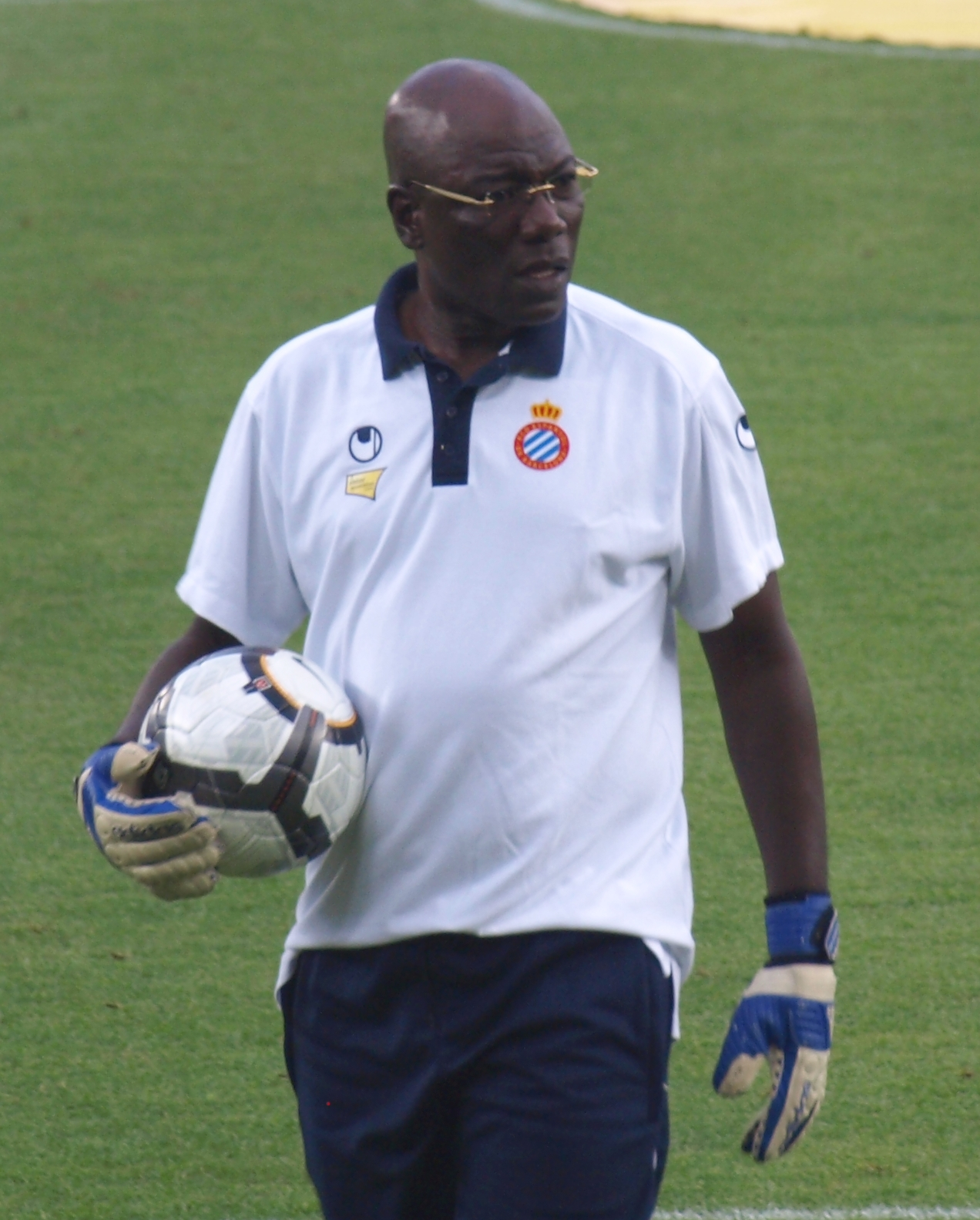
Thomas N'Kono

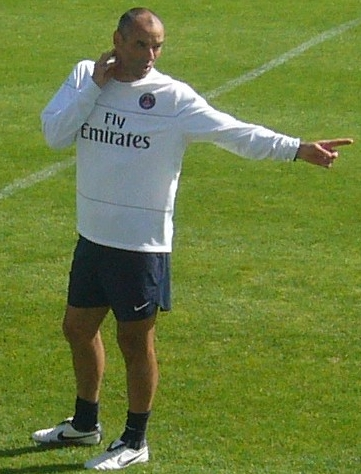
Paul Le Guen, alla guida del Camerun dal 14 luglio 2009 al 24 giugno 2010

Contro il Gabon arrivarono, per i leoni, due vittorie che riaprono i giochi. Il 10 ottobre a Yaoundé il Camerun sconfisse il Togo per 3-0 con le reti di Geremi, Makoun e Emana. Vinse anche il Gabon contro il Marocco 3-1, Con un punto di vantaggio sul Gabon, nella volata finale il Camerun si trovava davanti, ma i giochi erano ancora aperti.
Il 14 novembre 2009 i leoni batterono il Marocco per 2-0 (a segno Webó ed Eto'o) e centrarono la qualificazione al mondiale, sesta assoluta (migliorato il record africano già appartenente al Camerun) e quinta nelle ultime 6 edizioni dopo quella del 2006. Eto'o si laureò capocannoniere del Camerun in tutte le qualificazioni mondiali con 9 gol, davanti a Emana e Makoun, a quota 3 reti, e a Meyong Zé, con 2 reti.

## Anni 2010

### Coppa d'Africa 2010
Nella Coppa d'Africa 2010 il Camerun fu inserito nel gruppo D con Gabon, superato 2 volte nelle qualificazioni al mondiale sudafricano, Zambia e Tunisia, battute entrambe nell'ultima edizione del torneo giocata nel 2008. Il Camerun perse per 1-0 all'esordio contro il Gabon; con lo Zambia vinse per 3-2 con reti di Geremi, Eto'o e Idrissou e pareggiò per 2-2 l'ultimo incontro con la Tunisia (Webó fu uomo-assist per i gol di Eto'o e N'Guemo). La classifica disse: Zambia 4, Camerun 4, Gabon 4 e Tunisia 3. A parità di differenza reti, leoni superarono il turno grazie al maggior numero di reti segnate negli scontri diretti rispetto al Gabon.
Ai quarti di finale contro l'Egitto, in una riedizione della finale persa dai leoni nel 2008, Emana portò in vantaggio il Camerun con un gol magnifico realizzato direttamente da calcio d'angolo. Allo scadere del primo tempo il capitano egiziano Hassan segnò da 34 metri il gol dell'1-1, con il portiere camerunese Kameni autore di una clamorosa "papera" che riaprì il match. Il Camerun dominò in campo, ma l'estremo difensore egiziano El-Hadary parò tutto e si andò così ai supplementari. Dopo soli 2 minuti l'Egitto passò in vantaggio, a causa di un brutto errore del veterano Geremi, che sbagliò un passaggio e regalò a Geddo, solo in mezzo all'area, un pallone che chiedeva solo di essere calciato in porta per il 2-1. Dopo altri 3 minuti su calcio di punizione Hassan firmò il 3-1, approfittando di un'altra goffa "papera" di Kameni, ma il gol era inesistente: la palla, infatti, colpì la traversa e sbatté fuori senza nemmeno colpire la linea della porta. L'arbitro convalidò comunque il gol e sul 3-1 i leoni non riuscirono più a recuperare. Malgrado il dato relativo ai calci d'angolo (21-0 per i leoni), arrivò dunque una bruciante eliminazione.
La spedizione fu comunque assolutamente fallimentare per la squadra di Le Guen, accusato in patria soprattutto per la scelta di far giocare il capitano e stella Eto'o come centrocampista avanzato, limitando le sue potenzialità offensive. Proprio il bomber, dopo la sfida con l'Egitto, disse: "L'arbitro ha aiutato l'Egitto, che non meritava di vincere, ma non mi va di prendermela con lui". Per i Leoni indomabili la possibilità di rifarsi arrivò subito, nel mondiale in Sudafrica.

### Mondiale 2010

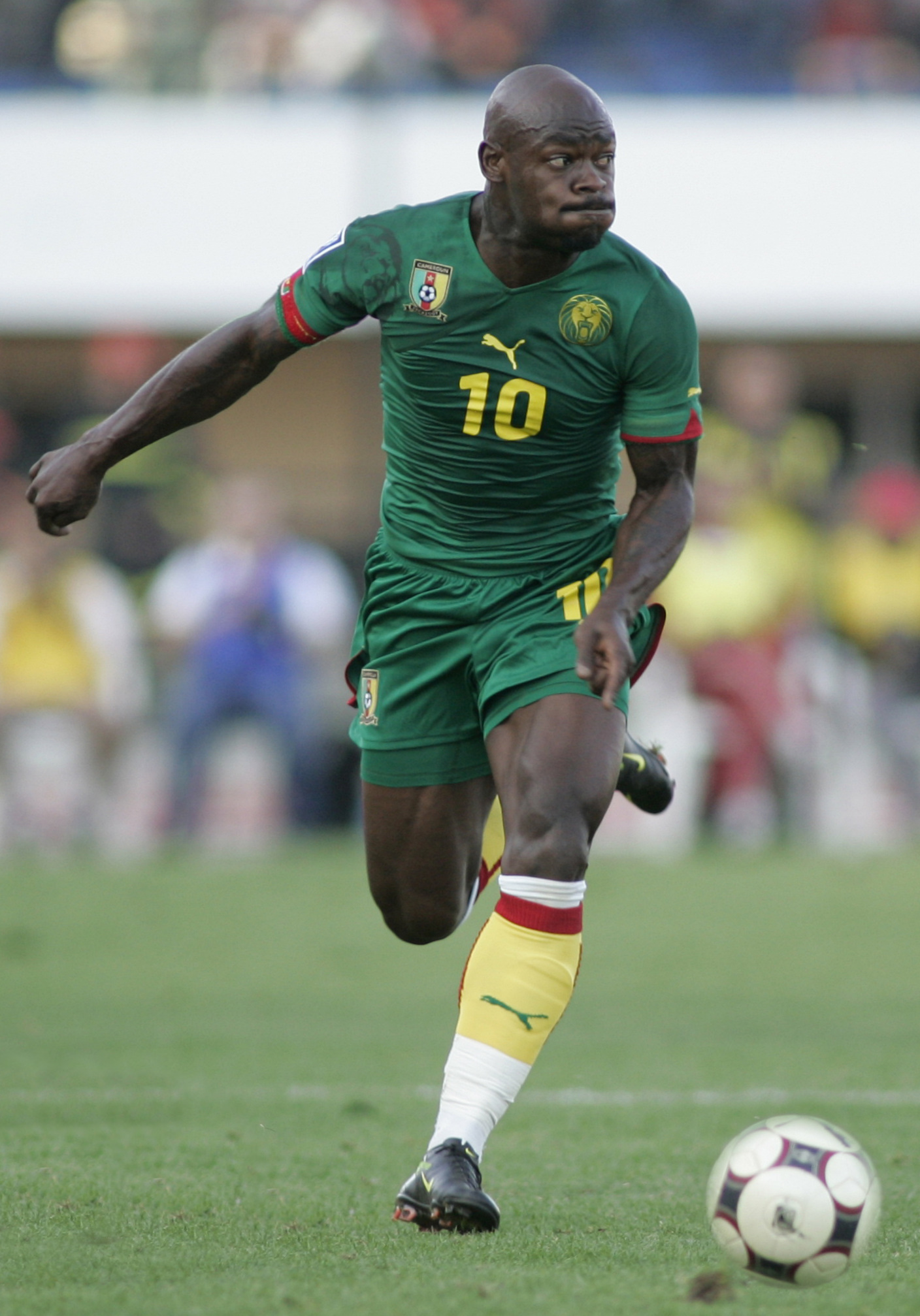
Achille Emana, pilastro del Camerun per un decennio

Nel ritiro pre-mondiale il simbolo camerunese Roger Milla criticò il capitano e stella del Camerun Samuel Eto'o dicendo:
Questa affermazione suscitò nel paese enormi e continue polemiche. Eto'o fece presente le due Coppe d'Africa e l'Olimpiade vinta, i record come miglior marcatore di sempre in Coppa d'Africa e anche dei Leoni indomabili, con 44 gol, e i tre titoli del Pallone d'oro africano, minacciando di lasciare la nazionale dopo le pesanti critiche ricevute.	
L'eco di queste affermazioni ebbe risalto anche all'estero e in tanti si schierarono a fianco di Eto'o: la federcalcio, con il presidente Mohamed Iya, il ministro dello sport Michel Zoah, il presidente del Camerun Paul Biya, ex compagni di nazionale di Milla come Joseph-Antoine Bell e Louis Mfédé, ex CT come Claude Le Roy e Pierre Lechantre. Eto'o ricevette anche il sostegno della popolazione quasi all'unanimità e scelse così di restare, inviando una lettera a tutti i camerunesi in cui toccò vari argomenti e riservando una parte dello scritto a Roger Milla, assicurando nel contempo la sua partecipazione all'imminente fase finale del mondiale.
Roger Milla sentì di dover chiarire il suo pensiero, affermando che intendeva semplicemente stimolare l'attaccante, anche se molti giudicarono tali parole come il tentativo di accampare delle scuse.
Nel primo mondiale africano della storia, in Sudafrica, il Camerun fu inserito nel gruppo E con Paesi Bassi, Danimarca e Giappone. Se l'Olanda sembrava la favorita, gli africani erano i più accreditati per il secondo posto che garantiva il passaggio del turno. Contro il Giappone il Camerun giocò una pessima partita: gli avversari segnarono con Honda sul finire del primo tempo e la reazione dei leoni fu inesistente, se non negli ultimissimi minuti del match, in cui M'Bia colpì una traversa. Contro la Danimarca la squadra lottò fin dal primo minuto andando in vantaggio con Eto'o dopo 10 minuti di gioco, ma non riuscì a conseguire un meritato 2-0, colpendo un palo ancora con Eto'o e fallendo diverse occasioni da gol con Emana e Webó. Bendtner insaccò il pallone dell'1-1 sull'uscita sbagliata di Souleymanou. Nel secondo tempo il Camerun gestì il gioco, ma Rommedahl portò sul 2-1 la Danimarca. Fino alla fine fu un assedio alla porta danese, con tante occasioni fallite ancora da Emana, Idrissou e dal neo-entrato diciottenne Aboubakar. Il risultato non cambiò e il Camerun fu eliminato con un turno di anticipo.
Nel terzo match contro l'Olanda arrivò un'altra sconfitta per 2-1 (a segno Eto'o su rigore), che chiuse l'avventura sudafricana del Camerun, fermo all'ultimo posto con zero punti. Fu il peggior mondiale della storia della selezione camerunese. Nella sfida con l'Olanda a 17 minuti dalla fine Rigobert Song entrò al posto di N'Koulou, scendendo in campo in un quarto mondiale dopo i tornei del 1994, 1998 e 2002. È tuttora l'unico africano nella storia ad essere sceso in campo in 4 edizioni differenti del mondiale di calcio.
Il 24 giugno Paul Le Guen si dimise da CT del Camerun.
| Data       | Città          | Partita               | Risultato | Marcatori                                       |
| 14/06/2010 | Bloemfontein   | Camerun - Giappone    | 0-1       | 39’ Honda                                       |
| 19/06/2010 | Pretoria       | Camerun - Danimarca   | 1-2       | 10’ Eto'o; 33’ Bendtner, 61’ Rommedahl          |
| 24/06/2010 | Città del Capo | Camerun - Paesi Bassi | 1-2       | 36’ van Persie, 65’ Eto'o (rig.), 84’ Huntelaar |

### Mancate qualificazioni alla Coppa d'Africa (2012-2013)
Il 17 agosto 2010 sulla panchina del Camerun arrivò lo spagnolo Javier Clemente.
Pochi mesi dopo la partecipazione al mondiale 2010, il Camerun tornò in campo per le qualificazioni alla Coppa d'Africa 2012. Inserita nel gruppo E con RD del Congo, Senegal e Mauritius, la nazionale ottenne 3 vittorie, 2 pareggi ed una sconfitta. A causa di un crollo a due giornate dalla fine, fu superata in classifica da senegalesi e congolesi e alla fine si classificò seconda nel girone, dietro al Senegal, ma non tra le migliori seconde. Il CT Clemente si dimise il 25 ottobre 2011 e fu rimpiazzato a novembre dal francese Denis Lavagne, dapprima in via temporanea.
Stante la particolarità delle due edizioni ravvicinate di Coppa d'Africa, già nel febbraio del 2012 ebbe inizio un'ulteriore tornata di qualificazioni, questa volta per la Coppa d'Africa 2013. Il Camerun eliminò al primo turno la Guinea-Bissau imponendosi nel doppio confronto, sia in casa il 29 febbraio che in trasferta il 16 giugno, con lo stesso risultato (1-0). Al secondo turno la squadra di Lavagne, il quale a giugno aveva ricevuto l'incarico a tempo pieno, trovò Capo Verde (nazionale mai qualificatasi per la coppa) sul cammino verso la qualificazione. La partita d'andata del doppio confronto fu giocata a Praia l'8 settembre 2012 e vide la clamorosa vittoria dei padroni di casa per 2-0, complice anche l'assenza di Eto'o, in polemica con la nazionale. La partita di ritorno, disputata circa un mese dopo a Yaoundé, vide la vittoria dei padroni di casa per 2-1, ma ciò non fu sufficiente: il Camerun rimase fuori dalla Coppa d'Africa per la seconda edizione successiva. A nulla servì il frettoloso reintegro e la pace siglata con Eto'o: i capoverdiani trovarono il gol del momentaneo vantaggio, mettendo una seria ipoteca sulla qualificazione. Il Camerun rimontò e vinse per 2-1, ma ciò risultò inutile ai fini della qualificazione. La disfatta segnò un profondo momento di crisi per i Leoni indomabili, fuori per la seconda volta di fila dalla massima competizione continentale.

### Qualificazione al mondiale del 2014
A Lavagne subentrò il 14 settembre 2012 il CT della vittoriosa spedizione camerunese alle Olimpiadi del 2000, Jean-Paul Akono, ma senza contratto. Nell'aprile 2013 il ministero dello sport camerunese chiese alla federcalcio nazionale di indire un'offerta pubblica per reclutare un nuovo CT, il che stupì Akono. Il 22 maggio la panchina fu infine affidata al tedesco Volker Finke, che riuscì a qualificare la squadra al campionato del mondo 2014, dapprima vincendo il girone I di qualificazione e poi eliminando la Tunisia agli spareggi (0-0 a Radès il 13 ottobre e 4-1 a Yaoundé il 17 novembre).

### Il mondiale del 2014
Al mondiale brasiliano la squadra camerunese, pur disponendo di un organico di ottimo livello, i cui componenti militavano per la maggior parte nei cinque migliori campionati europei, fu eliminata ancora una volta al primo turno già dopo due partite, a causa di due sconfitte contro Messico (0-1) e Croazia (0-4), cui fece seguito un'altra disfatta contro il Brasile padrone di casa (1-4). L'acciaccato Eto'o, infortunato al ginocchio, fu impiegato in uno solo dei tre incontri.

### Coppa d'Africa 2015
Con 4 vittorie e 2 pareggi in 6 partite, nel 2014 il Camerun ottenne con autorevolezza la qualificazione alla Coppa d'Africa 2015 vincendo il girone con Costa d'Avorio, RD del Congo e Sierra Leone. Nella fase finale, disputata in Guinea Equatoriale, la squadra deluse e si classificò ultima nel proprio raggruppamento, dopo due pareggi per 1-1 (contro Mali e Guinea) e una sconfitta contro la Costa d'Avorio (1-0).

### La vittoria della Coppa d'Africa 2017
Il 30 ottobre 2015, due mesi prima dall'inizio delle qualificazioni a Russia 2018, Finke fu esonerato e sostituito ad interim da Alexandre Belinga prima della nomina del belga Hugo Broos, ufficializzata nel febbraio 2016.
Il Camerun ben figurò nelle qualificazioni alla Coppa d'Africa 2017, ottenendo l'accesso alla fase finale del torneo con 4 vittorie e 2 pareggi e precedendo nel girone Mauritania, Sudafrica e Gambia. In Gabon, nella fase finale, il Camerun si laureò campione d'Africa per la quinta volta nella sua storia. Giunto secondo nel suo girone dopo un pari contro la Burkina Faso (1-1), una vittoria in rimonta contro la Guinea-Bissau (2-1) e un pari contro il Gabon padrone di casa (0-0), eliminò ai quarti di finale il Senegal battendolo per 5-4 dopo i tiri di rigore (0-0 dopo i tempi supplementari) e in semifinale il favorito Ghana (2-0). In finale sconfisse in rimonta (2-1) l'Egitto in una riedizione della finale di nove anni prima.

### Confederations Cup 2017
Grazie al successo in Coppa d'Africa la squadra di Broos partecipò alla Confederations Cup 2017 in Russia, dove uscì al termine della fase a gironi, dopo aver subito due sconfitte (2-0 contro il Cile e 3-1 contro la Germania) inframmezzate da un pari (1-1 contro l'Australia).

### Mancata qualificazione al mondiale 2018
Dopo sole quattro partite nel girone B di qualificazione della zona CAF, nel settembre 2017 il Camerun fu già eliminato dalla corsa alla fase finale del mondiale di Russia 2018. Fatale fu il pari contro la Nigeria. Il 5 dicembre 2017, in seguito a un'ulteriore serie di risultati negativi, Broos fu esonerato. Nell'agosto 2018 lo sostituì ad interim l'ex bandiera della nazionale Rigobert Song. Di lì a poco fu annunciato il nome del nuovo CT, individuato nell'olandese Clarence Seedorf, con il connazionale Patrick Kluivert come suo vice.

### Coppa d'Africa 2019
La squadra si qualificò alla Coppa d'Africa 2019 aggiudicandosi, con 4 vittorie e 2 pareggi in 6 partite, il primato nel girone con Costa d'Avorio, RD del Congo e Sierra Leone. Presentatasi in Egitto senza la stella Aboubakar, infortunata, poco prima dell'esordio nel girone fu costretta a rinunciare anche all'attaccante Joel Tagueu, fermato dai medici per un'anomalia cardiaca che ne metteva a repentaglio la vita. Nella fase finale della competizione, disputatasi per la prima volta d'estate, i Leoni indomabili vinsero per 2-0 contro la Guinea-Bissau e pareggiarono a reti bianche contro Ghana e Benin, qualificandosi come secondi nel loro girone agli ottavi di finale. Qui, in una classica del calcio africano contro la Nigeria, riuscirono a ribaltare l'iniziale svantaggio portandosi sul 2-1, ma nella ripresa subirono due altri gol e persero per 3-2, uscendo così dal torneo. L'eliminazione causò l'esonero di Seedorf, sostituito a settembre dal portoghese Toni Conceição.

### Coppa d'Africa 2021
Qualificato d'ufficio alla Coppa d'Africa 2021 in qualità di paese organizzatore della manifestazione, il Camerun disputò comunque il girone di qualificazione e lo chiuse al primo posto, con 3 vittorie, 2 pareggi e una sconfitta. Nella fase finale del torneo primeggiò nel girone, avendo battuto Burkina Faso (2-1) ed Etiopia (4-1) e pareggiato con Capo Verde (1-1); agli ottavi di finale eliminò le Comore (2-1) e ai quarti il Gambia (2-0), per poi essere eliminato in semifinale dall'Egitto (3-1 ai tiri di rigore dopo lo 0-0 dei tempi supplementari). Ai leoni indomabili non sfuggì il terzo posto, ottenuto battendo per 5-3 il Burkina Faso ai tiri di rigore, dopo aver rimontato 3 gol e aver chiuso sul 3-3 i tempi regolamentari e i tempi supplementari.

### Mondiale 2022
Vinto il girone eliminatorio con 5 successi e una sconfitta in 6 partite, il Camerun ottenne la qualificazione al campionato del mondo 2022 eliminando agli spareggi, per la regola dei gol fuori casa, l'Algeria, che vinse per 0-1 a Yaoundé, ma perse per 1-2 a Blida. Nella rassegna qatariota, disputata da novembre a dicembre 2022, la formazione camerunese perse all'esordio contro la Svizzera (0-1), pareggiò contro la Serbia (3-3, dopo essersi trovata in svantaggio di due gol) e vinse (1-0) all'ultima giornata contro il Brasile già qualificato e con in campo le riserve, non riuscendo a qualificarsi agli ottavi di finale.